# مولود في فلسطين (فلم)
مولود في فلسطين هو فيلم سينمائي فلسطيني للمخرج اللبناني رفيق حجار وسيناريو رياض سعد، أنتج عام 1975 بإطار اللجنة الفنية التابعة للإعلام المركزي التابع للجبهة الديمقراطية لتحرير فلسطين،صور في استديو ديفا للأفلام التسجيلية في برلين، ولبنان. مدته 30 دقيقة بالأبيض والأسود. نال جائزة الحمامة الفضية في مهرجان لايبزغ السينمائي الدولي 1975.

## قصة الفيلم
يقدم الفيلم عرضاً تاريخياً للقضية منذ مؤتمر بال حتى انطلاقة الثورة الفلسطينية. كل هذا من خلال رصد قصة شاب فلسطيني يربط مصيره بمصير شعب. كما يتناول الهجرة سنة 1948 ويربط الصهيونية بالنازية وفيه شهادات تدين الصهيونية بالإضافة إلى لقاء مع ياسر عرفات.